# Xaragall de la Cuaranya

El Xaragall de la Cuaranya, respecte del terme de Castellcir

El Xaragall de la Cuaranya és un xaragall del terme municipal de Castellcir, a la comarca del Moianès.
Està situat en el sector occidental del terme de Castellcir, a migdia del Mas Montserrat. Es forma en el Quintà Nou del Mas Montserrat, al sud-est d'aquest mas i al nord-oest de la urbanització del Prat, al nord del Camp Gran d'Esplugues. Des d'aquest lloc davalla cap a ponent, fins que s'aboca en la Riera de Fontscalents al nord de la Quintana d'Esplugues i de la masia d'Esplugues i al sud dels Camps de Portet.